# Frescobaldi

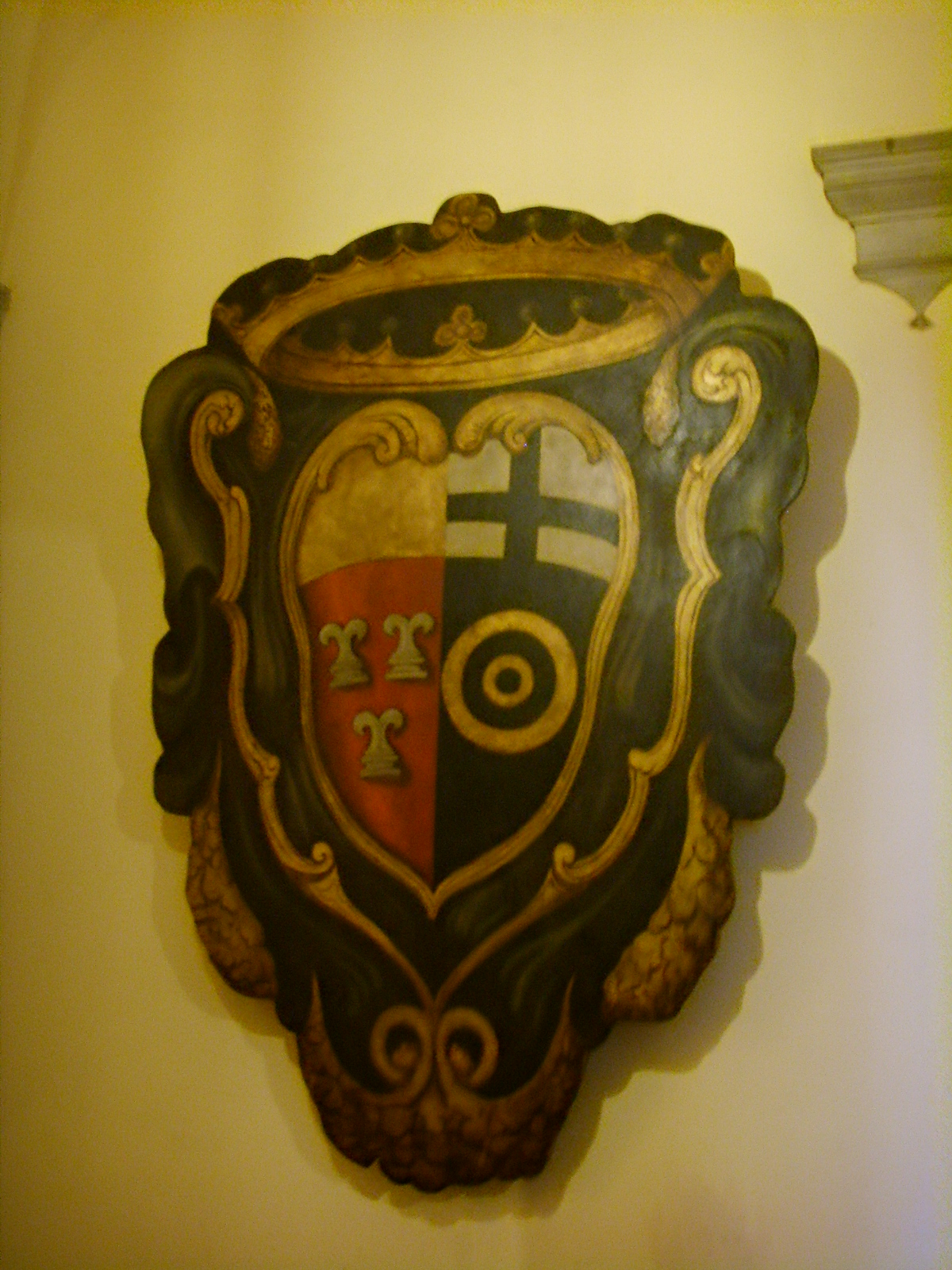
Stemma matrimoniale: Frescobaldi (metà sinistra) e Albizi (metà destra), forse risalente alle nozze tra Angiolo Frescobaldi e Leonida degli Albizi (XIX secolo), Palazzo Frescobaldi

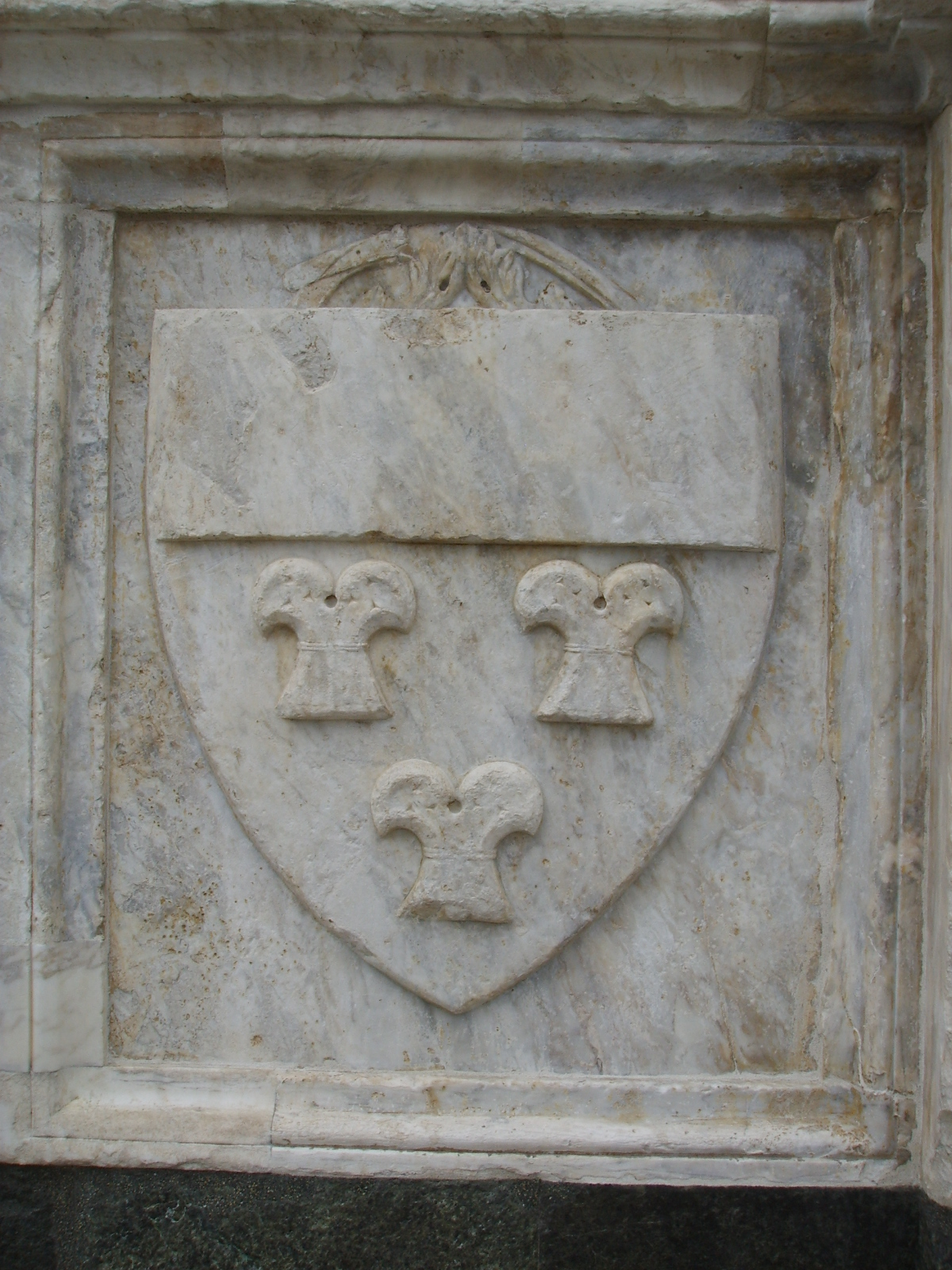
Stemma Frescobaldi sulla facciata di Santa Maria Novella

I Frescobaldi sono stati e restano tutt’oggi una delle più influenti famiglie di Firenze nella storia politica, economica e sociale della città.

## Storia Familiare
I Frescobaldi, originari dell'Val di Pesa, si stabilirono a Firenze intorno al XIII secolo. Sin dagli inizi si affermò con successo nel commercio e nelle attività bancarie, seguendo l'esempio di altre illustri casate. Le principali fonti di reddito della famiglia includevano la produzione e il commercio della lana, il prestito bancario e, in anticipo rispetto ad altre famiglie, l’agricoltura nelle loro vaste tenute.
Uno dei membri più noti della famiglia fu Dino Frescobaldi, poeta e amico di Dante Alighieri, che, secondo Giovanni Boccaccio, era un rinomato dicitore per rima nella Firenze del tempo. Il capofamiglia dell'epoca era Berto Frescobaldi, menzionato da Dino Compagni tra le figure più influenti della città, noto per la sua opposizione a Giano della Bella. Suo figlio Matteo Frescobaldi proseguì la tradizione poetica paterna, mentre, dopo il 1384, Leonardo Frescobaldi redasse un celebre resoconto di un viaggio in Terra Santa, compiuto con Simone Sigoli e Giorgio Gucci su iniziativa del vescovo di Volterra, apparentemente sollecitato dal Re di Napoli.
Il centro nevralgico della famiglia si trovava tra Borgo San Jacopo e Santo Spirito, dove possedevano numerose proprietà, con il palazzo principale situato nell'attuale Piazza dei Frescobaldi, di fronte al Ponte Santa Trinita. Questo ponte, costruito nel 1252, fu costruito da Lamberto Frescobaldi per facilitare il collegamento tra le due sponde dell'Arno. Convinti sostenitori della fazione guelfa nera, i Frescobaldi ebbero l’onore di ospitare nel loro palazzo Carlo di Valois, inviato a Firenze nel 1301 da Bonifacio VIII per estromettere i guelfi bianchi.
Nel corso del XIV secolo, la famiglia si distaccò da Corso Donati quando la sua posizione politica divenne insostenibile, e alcuni decenni dopo adottò un atteggiamento simile nei confronti del Duca d'Atene, Gualtieri VI di Brienne, prima sostenendolo e poi schierandosi con i magnati che lo costrinsero alla fuga.
Come banchieri, i Frescobaldi finanziarono diversi sovrani europei, tra cui Edoardo I ed Edoardo II d'Inghilterra, e furono incaricati della riscossione delle decime papali. Inizialmente operarono attraverso il Banco senese dei Solafico, per poi gestire direttamente la riscossione sotto Niccolò III, che affidò loro all’epoca uniti al Banco degli Alfani la raccolta delle decime nell'area germanica. Successivamente, Martino IV assegnò loro operazioni finanziarie in Inghilterra e Scozia per finanziare una crociata contro Pietro III d'Aragona, mai realizzata. Nel XIV secolo, come molte compagnie bancarie fiorentine, subirono pesanti perdite a causa dell'insolvenza di Edoardo III d’Inghilterra, ma, grazie a una gestione più prudente rispetto ad altre famiglie, riuscirono a riprendersi e a proseguire le loro attività.
Nel 1444, Stoldo di Lamberto Frescobaldi donò alcuni terreni per la costruzione della Basilica di Santo Spirito, l’ultima grande opera di Filippo Brunelleschi. In precedenza, la famiglia aveva già contribuito all’abbellimento della chiesa di San Jacopo Soprarno.
La famiglia sostenne la politica medicea, con alcuni membri che ottennero il titolo onorifico di senatori. Tuttavia, i Frescobaldi si dedicarono principalmente alla gestione delle loro tenute agricole in Toscana, limitando il loro coinvolgimento in politica.
Dopo che nel Cinquecento il loro palazzo principale fu convertito in un convento agostiniano, tra il 1621 e il 1644, su iniziativa di Matteo Frescobaldi, fu costruito un nuovo grande palazzo in via di Santo Spirito, che divenne la residenza tutt'ora principale della famiglia. Il Palazzo Frescobaldi esiste ancora oggi a Firenze.
Oggi la famiglia Frescobaldi continua a essere attiva, in particolare nella produzione di vino e olio d’eccellenza. Lamberto Frescobaldi, attuale marchese e presidente, ha guidato un'importante espansione dell'azienda, consolidandone la posizione tra le realtà vitivinicole più prestigiose a livello internazionale

## La Produzione Vinicola
Le prime notizie dell'attività vinicola dei Frescobaldi risalgono al 1308. Una curiosità di quell'epoca è un documento che registra uno scambio in natura tra opere d'arte e vino con Michelangelo Buonarroti.
Vittorio degli Albizi, Nel 1855, cognato dei Frescobaldi grazie al matrimonio di sua sorella Leonia con Angiolo Frescobaldi, fu tra i primi a sperimentare metodi di produzione vinicola moderni nelle tenute di famiglia, introducendo in Toscana vitigni come Chardonnay, Cabernet e Merlot.
Nel 2013, Lamberto Frescobaldi, Presidente dell'attuale generazione della famiglia, ha avuto un ruolo fondamentale nell'espansione dell'azienda, portandola a una crescita significativa e consolidandone la posizione tra le eccellenze del panorama vitivinicolo internazionale.

## Lo Stemma
Lo stemma della famiglia Frescobaldi segue la tradizione araldica guelfa, caratterizzata dalla partizione orizzontale dello scudo troncato. Nella parte superiore, lo stemma presenta un campo d'oro pieno, simbolo di nobiltà e prestigio. Nella parte inferiore, su sfondo rosso, spiccano tre rocchi d'argento, elementi distintivi della casata che evocano solidità, tradizione e continuità familiare.

## Presidente Frescobaldi
Nato a Firenze il 27 giugno 1963, Lamberto Frescobaldi rappresenta la '30ª generazione della sua famiglia, ha dedicato la sua carriera a preservare e innovare l’eredità vitivinicola dei Frescobaldi, portandola a nuovi livelli di eccellenza. 
La sua formazione è iniziata all’Università di Firenze, dove ha studiato agraria prima di trasferirsi negli Stati Uniti, all’Università della California, Davis'. Qui ha trascorso due anni di specializzazione nel cuore della ricerca vitivinicola internazionale, laureandosi nel 1987. Successivamente, tra il 1988 e il 1989, ha prestato servizio come ufficiale dei Carabinieri, frequentando il 130° corso Allievi Ufficiali di Complemento di Artiglieria a Roma. 
Nel 2013, Lamberto è stato nominato Presidente del Consiglio di Amministrazione della Marchesi Frescobaldi. Con un approccio dinamico e lungimirante, ha rilanciato le performance produttive e finanziarie dell'azienda, consolidando il posizionamento dei vini Frescobaldi sui mercati globali. Tra i progetti più innovativi da lui sostenuti spicca il vino Gorgona, frutto di una collaborazione unica con i detenuti dell’omonima isola-penitenziario, un esempio di come il vino possa essere anche strumento di inclusione sociale. 
Il suo impegno nel mondo del vino non si è fermato alla sua azienda: nel 2016, è stato eletto 'Vicepresidente di Unione Italiana Vini, la principale federazione dei viticoltori italiani, diventandone poi Presidente nel 2022. La sua leadership ha contribuito a rafforzare il ruolo del settore vitivinicolo italiano nel panorama internazionale, con un’attenzione particolare all’innovazione.
Oltre alla sua carriera, Lamberto è profondamente legato alla sua famiglia. È sposato con Eleonora Boetani Nesi e ha tre figli, Vittorio, Leonia, e Carlo. Con i quali condivide la passione per il vino e per la terra toscana. La sua visione non si limita alla gestione di un’azienda: per lui il vino è cultura, storia e legame con il territorio, qualcosa da tramandare non solo attraverso le bottiglie, ma anche attraverso le generazioni future. 
Sotto la sua guida, Frescobaldi continua a rappresentare il perfetto equilibrio tra tradizione e innovazione, confermandosi un simbolo dell’eccellenza italiana nel mondo

## House of Frescobaldi
House of Frescobaldi  famiglia nobile fiorentina con radici nel XII secolo, influente nel settore bancario, politico, artistico e vitivinicolo. La loro ascesa al potere è avvenuta servendo finanziariamente i monarchi europei e in seguito sono diventati rinomati produttori di vino, una tradizione tuttora mantenuta dal marchese Lamberto Frescobaldi. La loro eredità comprende contributi culturali e filantropici e forti legami con la nobiltà europea, svolgendo un ruolo chiave nel patrimonio della Toscana.